# Tephrosia smallii
Tephrosia smallii är en ärtväxtart som först beskrevs av Anna Murray Vail, och fick sitt nu gällande namn av Robinson. Tephrosia smallii ingår i släktet Tephrosia och familjen ärtväxter. Inga underarter finns listade i Catalogue of Life.